# Sławomir Żakowski (generał)
Sławomir Żakowski (ur. 9 grudnia 1963 w Warszawie) – generał brygady pilot Wojska Polskiego w stanie spoczynku.

## Wykształcenie
Sławomir Żakowski ukończył Wyższą Oficerską Szkołę Lotniczą w Dęblinie (1987), Akademię Obrony Narodowej (1996), podyplomowe studia na Uniwersytecie Jagiellońskim (2001), podyplomowe studia operacyjno-strategiczne w Akademii Obrony Narodowej (2006) oraz podyplomowe studia polityki obronnej w Akademii Dowódczo-Sztabowej Sił Powietrznych w Maxwell w Stanach Zjednoczonych.

## Służba wojskowa
W latach 1983–1987 podchorąży w Wyższej Oficerskiej Szkole Lotniczej w Dęblinie, którą ukończył z wyróżnieniem.
- 1987–1988 – pilot w 3. Pułku Lotnictwa Myśliwsko-Bombowego w Bydgoszczy.
- 1999–1991 – pilot klucza lotniczego w 32. Pułku Lotnictwa Rozpoznania Taktycznego w Sochaczewie.
- 1991–1994 – starszy pilot w 32. Pułku Lotnictwa Rozpoznania Taktycznego w Sochaczewie.
- 1994–1994 – nawigator eskadry lotniczej  w 32. Pułku Lotnictwa Rozpoznania Taktycznego w Sochaczewie.
- 1994–1996 – słuchacz w Akademii Obrony Narodowej w Warszawie.
- 1996–1998 – nawigator eskadry lotniczej w 10. Pułku Lotnictwa Myśliwskiego w Łasku.
- 1998–2001 – zastępca dowódcy pułku w 13 Pułku Lotnictwa Transportowego w Krakowie.
- 2001–2006 – dowódca eskadry w 13 Eskadrze Lotnictwa Transportowego w Krakowie.
- 2006–2008 – dowódca bazy w 8. Bazie Lotniczej w Krakowie.
- 2008–2009 – zastępca dowódcy brygady w 3. Brygadzie Lotnictwa Transportowego w Powidzu.
- 2009–2010 – słuchacz  w Akademii Dowódczo Sztabowej Sił Powietrznych Stanów Zjednoczonych w Maxwell.
- 2010–2011 – zastępca dowódcy skrzydła w 3. Skrzydle Lotnictwa Transportowego w Powidzu.
- 2011–2014 – dowódca – instruktor – pilot w 3. Skrzydle Lotnictwa Transportowego w Powidzu.
- 2014–2018 – zastępca dowódcy w Centrum Operacji Powietrznych – Dowództwie Komponentu Powietrznego.
- 2018–2022 – zastępca dowódcy w Centrum Dowodzenia Operacjami Powietrznymi w Uedem (Niemcy)[1].

Brał udział we wdrażaniu do Sił Powietrznych dwóch nowych typów samolotów: PZL M-28 Bryza i CASA C-295M. Był pierwszym pilotem Sił Powietrznych, który wykonywał misje transportu lotniczego do Polskich Kontyngentów Wojskowych w Iraku i Afganistanie.
Za swoją działalność lotniczą w roku 2003 został wyróżniony honorowym tytułem „Pilot Roku Wojsk Lotniczych i Obrony Powietrznej 2003”, w roku 2011 statuetką Ikara, w roku 2012 tytułem honorowym Zasłużony Pilot Wojskowy po raz pierwszy oraz w roku 2015 tytułem honorowym Zasłużony Pilot Wojskowy po raz drugi. W 2014 wyróżniony wpisem do Księgi Honorowej Wojska Polskiego.
Jest pilotem klasy mistrzowskiej. Wykonywał loty na samolotach szkolnych (TS-11 Iskra, SBLim-2, Lim-5), bojowych (Su-7; MiG-21) oraz transportowych (An-28; M-28 „Bryza”; CASA C-295M). Jest czynnym pilotem, instruktorem samolotu CASA C-295M. Jego ogólny nalot to ponad 3000 godzin. 31 stycznia 2023 zakończył zawodową służbę wojskową przechodząc w stan spoczynku.

## Awanse
- podporucznik – 1987,
- porucznik – 1990,
- kapitan – 1994,
- major – 1999,
- podpułkownik – 2003,
- pułkownik – 2006,
- generał brygady – 2014[2]

## Ordery i odznaczenia
- Srebrny Krzyż Zasługi – 2003.
- Lotniczy Krzyż Zasługi – 2012.
- Gwiazda Załóg Lotniczych – 2013.
- Złoty Medal „Siły Zbrojne w Służbie Ojczyzny” – 2013.
- Srebrny Medal „Siły Zbrojne w Służbie Ojczyzny” – 2008.
- Brązowy Medal „Siły Zbrojne w Służbie Ojczyzny” – 2002.
- Złoty Medal „Za Zasługi dla Obronności Kraju” – 2005.
- Srebrny Medal „Za Zasługi dla Obronności Kraju” – 2001.
- Brązowy Medal „Za Zasługi dla Obronności Kraju” – 1993.
- Złoty Medal Opiekuna Miejsc Pamięci Narodowej – 2012.
- Brązowa Odznaka „Zasłużony dla Ochrony Przeciwpożarowej” – 2004.
- Odznaka Honorowa „Za Wybitne Zasługi dla LOK” – 2006.
- Komandoria Missio Reconciliationis – 2016.
- Złoty Medal za Długoletnią Służbę – 2020.